# Poucette (bande dessinée)
Poucette trottin
Poucette, ou Poucette trottin, est une série de bande dessinée créée par Aristide Perré et publiée de 1933 à 1958.

## Intrigue
Poucette est une adolescente qui débute dans la vie active. Arborant un petit air mutin, habillée d'une petite jupe noire, elle est entourée de ses parents, de son petit frère et de son chien. 
Elle commence par être « trottin », c'est-à-dire commissionnaire chargée de faire des courses, pour une boutique de mode.
Elle exerce ensuite de nombreux autres métiers : hôtesse de l'air, acrobate, dactylographe, coiffeuse, danseuse, commerçante, teinturière, journaliste, infirmière. 
Ses nombreux voyages la mènent au Pôle Nord, en Asie, en Amérique et sur les océans, ou tout simplement à la campagne.
Les scénarios simples servent de prétextes à des « gags loufoques d'un humour parfois approximatif », selon Filippini.

## Personnages
- Poucette, l'héroïne, adolescente, trottin de mode ;
- « Popa » et « Moma », ses parents ;
- Son jeune frère ;
- Médor, son chien.

## Historique de la série
Aristide Perré (1888-1958) crée cette série en 1933 et la poursuit jusqu'à sa mort en 1958. 
Les strips sont sous forme d'images qui se succèdent sans cadre séparateur.
La série paraît en prépublication dans Midinette, un hebdomadaire pour jeunes filles. Elle est publiée en albums aux éditions Rouff sur toute la période, de 1933 à 1958. 

## Jugements
Pour Henri Filippini, les dessins de Perré sont simples et caricaturaux. Les albums préférés de Filippini sont Les Aventures de Poucette Trottin (1933), Poucette pendant la guerre (1939) et Poucette au cirque (1958).

## Albums
Trente-trois ou trente-quatre aventures de Poucette paraissent aux éditions Rouff, de 1933 à 1958, :
- Les Aventures de Poucette trottin, Rouff, 1933, 30 planches ;
- Nouvelles Aventures de Poucette trottin, Rouff, 1934, 30 planches ;
- Poucette à la mer, Rouff, 1934, 30 planches ;
- Poucette trottin à la campagne, 1935, 13 planches ;
- Poucette trottin aux sports d'hiver, 1936, 30 planches ;
- Poucette trottin en croisière, Rouff, 1938 ;
- Poucette pendant la guerre, Rouff, 1939 ;
- Poucette trottin hôtesse de l'air, Rouff, 1949 ;
- Poucette trottin en Amérique, Rouff, 1950 ;
- Poucette trottin acrobate, Rouff, 1950 ;
- Poucette reporter journaliste, Rouff, 1950 ;
- Les malheurs de Poucette, Rouff, 1951 ;
- Poucette apprentie, Rouff, 1951 ;
- Poucette bonne d'enfants, Rouff, 1951 ;
- Poucette infirmière, Rouff, 1951 ;
- Poucette chez les Esquimaux, Rouff, 1952 ;
- Poucette et les fantômes !, Rouff, 1952 ;
- Poucette au pensionnat, Rouff, 1952 ;
- Poucette en vacances, Rouff, 1953 ;
- Poucette pâtissière, Rouff, 1953 ;
- Poucette et son singe « Dingo », Rouff, 1953 ;
- Poucette danseuse, Rouff, 1954 ;
- Poucette en Asie, Rouff, 1954 ;
- Poucette maîtresse d'école, Rouff, 1954 ;
- Poucette reine des marchandes, Rouff, 1955 ;
- Poucette couturière, Rouff, 1955 ;
- Poucette dactylo, Rouff, 1955 ;
- Poucette marchande de fleurs, Rouff, 1956 ;
- Poucette coiffeuse, Rouff, 1956 ;
- Poucette téléphoniste, Rouff, 1957 ;
- Poucette teinturière, Rouff, 1957 ;
- Pousette demoiselle d'honneur, Rouff, 1957 ;
- Poucette au cirque, Rouff, 1958.